# تقرير المصير الرقمي
تقرير المصير الرقمي هو مفهوم متعدد التخصصات مُشتق من المفهوم القانوني لتقرير المصير ويُطبَّق على المجال الرقمي، لتناول التحديات الفريدة التي تواجه الوكالة والاستقلالية الفردية والجماعية الناشئة عن الرقمنة المتزايدة للعديد من جوانب المجتمع والحياة اليومية.

## الأصول
لا يوجد حتى الآن مفهوم متفق عليه فلسفياً أو قانونياً لتقرير المصير الرقمي. عموماً، يصف المصطلح محاولة إسقاط نمط تقرير المصير البشري بشكل شامل، كما جرى استكشافه أول مرة في تخصصات مثل الفلسفة وعلم النفس وفي القانون، على العصر الرقمي.
جرى تضمين هذا المفهوم في وثيقة رسمية أول مرة من قبل إيه آر سي إي بي، منظمة الاتصالات الفرنسية، في قسم من تقريرها لعام 2021 عن حالة الإنترنت، لاستكشاف العمل على تقرير المصير للشبكة  الذي أجراه البروفيسور لوكا بيلي.

## تقرير المصير

### الجانب الفلسفي
يرتبط مفهوم تقرير المصير بمفاهيم الذاتية والكرامة والاستقلال الذاتي في فلسفة أوروبا الوسطى الكلاسيكية والمستمدة من مفهوم إيمان ويل كانت للحرية. يفترض تقرير المصير مقدّمًا أن البشر كيانات قادرة على العقل والمسؤولية عن أفعالها المختارة والمبررة بعقلانية، ويجب معاملتهم وفقًا لذلك. في صياغة حتميته القاطعة، اقترح كانت أن البشر، في شرط استقلالهم الذاتي، يجب ألا يعاملوا أبدًا كوسيلة لتحقيق غاية بل كغاية في حد ذاتها. وبالمثل يهدف نمط تقرير المصير إلى تمكين البشر المستقلين من إنشاء واختيار ومتابعة هويتهم وعملهم وخيارات حياتهم دون تدخل لا مبرر له.

### الجانب النفسي
يرتبط مفهوم تقرير المصير ارتباطًا وثيقًا بالتنظيم الذاتي والدافع الجوهري، أي الانخراط في سلوك أو نشاط لأنه من المجزي بطبيعته فعل ذلك، بدلًا من أن يكون مدفوعًا بدوافع أو ضغوط خارجية، مثل الحوافز النقدية أو الوضع أو الخوف. في هذا السياق، يرتبط تقرير المصير والدافع الجوهري في الشعور بالسيطرة على خيارات الفرد وسلوكه ويعدان ضروريين للرفاهية النفسية. كانت نظرية تقرير المصير، التي قدمها أول مرة علماء النفس ريتشارد ريان وإدوارد ديسي في 1980م، وتطورت أكثر خلال 1990م وفي 2000م، كانت مؤثرة إلى حد بعيد في تشكيل مفهوم تقرير المصير في مجال علم النفس. اقترحت إس دي تي الخاصة بريان وديسي أن السلوك الدافع للأفراد يتميز بثلاثة احتياجات أساسية وعالمية: الاستقلالية والكفاءة والعلاقة. تشير الاستقلالية هنا إلى الحاجة إلى الشعور بالحرية في تحديد مسار عمل المرء. تشير الكفاءة إلى الحاجة إلى امتلاك القدرة والمهارات اللازمة للفعل من السلوك المحفز وإكماله بطريقة فعالة. أخيرًا، تشير العلاقة إلى الحاجة إلى تجرِبة علاقات اجتماعية دافئة والرعاية والشعور بالاتصال بالآخرين. ووفقًا للمعاملة الخاصة والتفاضلية، يجب تلبية الاحتياجات الثلاثة جميعها من أجل الأداء الأمثل والرفاه النفسي. ومع ذلك، جادل علماء نفس آخرون مثل باري شوارتز بأنه إذا أُخذ تقرير المصير إلى أقصى الحدود، فإن حرية الاختيار يمكن أن تتحول إلى طغيان الاختيار. في هذا الرأي، يمكن اعتبار وجود الكثير من الاستقلالية والكثير من الخيارات حول مسار عملنا أمراً ساحقاً، يجعل قراراتنا أكثر صعوبة، ويؤدي في النهاية إلى ضائقة نفسية بدلًا من الرَفَاهيَة.

### حقوق الإنسان

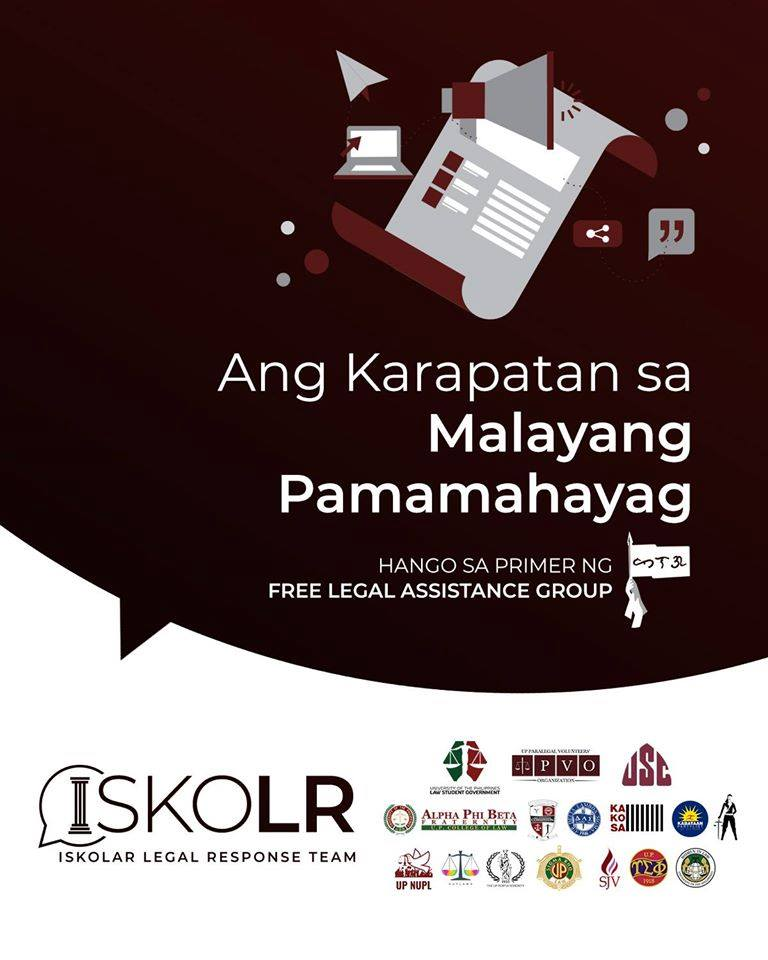

في القانون الدُّوَليّ، يعترف عمومًا بحق شعب ما في تقرير المصير كقاعدة آمرة. وهنا، يشير تقرير المصير إلى أن الشعب، القائم على احترام مبدأ المساواة في الحقوق وتكافؤ الفرص العادل، له الحق في أن يختار بحرية سيادته ووضعه السياسي الدُّوَليّ وتنميته الاقتصادية والاجتماعية والثقافية دون أي تدخل. وفي إطار الأمم المتحدة، تعرف الحقوق الأساسية مثل تقرير المصير أساسًا في الإعلان العالمي لحقوق الإنسان، والعهد الدُّوَليّ الخاص بالحقوق المدنية والسياسية، والعهد الدُّوَليّ الخاص بالحقوق الاقتصادية والاجتماعية والثقافية.

### تقرير المصير المعلوماتي في القانون الألماني
برز مفهوم تقرير المصير المعلوماتي، الذي عدّ حقًا أساسياً حديثًا يحمي من معالجة البيانات غير المبررة، بشكل بارز في السوابق القضائية للمحكمة الدستورية الاتحادية الألمانية، وقد يكون السلف الأكثر مباشرة وإلهامًا لتطبيق مفهوم تقرير المصير الرقمي. في عام 1983م، قضت المحكمة الاتحادية الألمانية لحقوق الإنسان بأنه في سياق المعالجة الحديثة للبيانات، يشمل الحق العام في الشخصية بموجب المادة 2-1 الاقتران مع المادة 1-1 من القانون الأساسي لحماية الفرد من جمع البيانات الشخصية وتخزينها واستخدامها وتقاسمها دون حدود. يضمن الحق الأساسي السلطة الممنوحة للفرد، من حيث المبدأ، لاتخاذ قرار بشأن الكشف عن بياناته الشخصية واستخدامها.
من الناحية الفلسفية، فإن الحق في تقرير المصير المعلوماتي مجذر بعمق في فهم المحكمة الدستورية الاتحادية للكرامة الإنسانية التي لا يمكن انتهاكها المادة 1 من دستور كحظر للتشييء البشري بالألمانية صيغة الكائن انظر على سبيل المثال رَقَم 33 من 27, 1 - التعداد المصغر: يشير هذا الفهم إلى الفلسفة الألمانية للتنوير في أواخر القرن 18. ولكن استلهم حكم التعداد من القلق من أن التِقَانَة الحديثة لمعالجة البيانات يمكن أن تؤدي إلى تسجيل وفهرسة شخصية الشخص بطريقة لا تتوافق مع كرامة الإنسان حكم التعداد، العنوان الرئيس 4. ومن وجهة النظر هذه، فإن البشر، بسبب كرامتهم التي لا يمكن انتهاكها، قد لا يعاملون أبدا كموارد غير شخصية وموضوعية يمكن حصادها للحصول على البيانات. بدلا من ذلك، فإن البشر، بسبب قدرتهم على الإستقلال الذاتي، هم عوامل محددة ذاتيا تمتلك درجة كبيرة من السيطرة على صورهم المعلوماتية.